# نورث پیکنهام
نورث پیکنهام (به انگلیسی: North Pickenham) یک روستا و محله مدنی در بریتانیا است که در Breckland District واقع شده‌است. نورث پیکنهام ۱۰٫۱۵ کیلومتر مربع مساحت و ۴۷۲ نفر جمعیت دارد.